# Коническое сечение

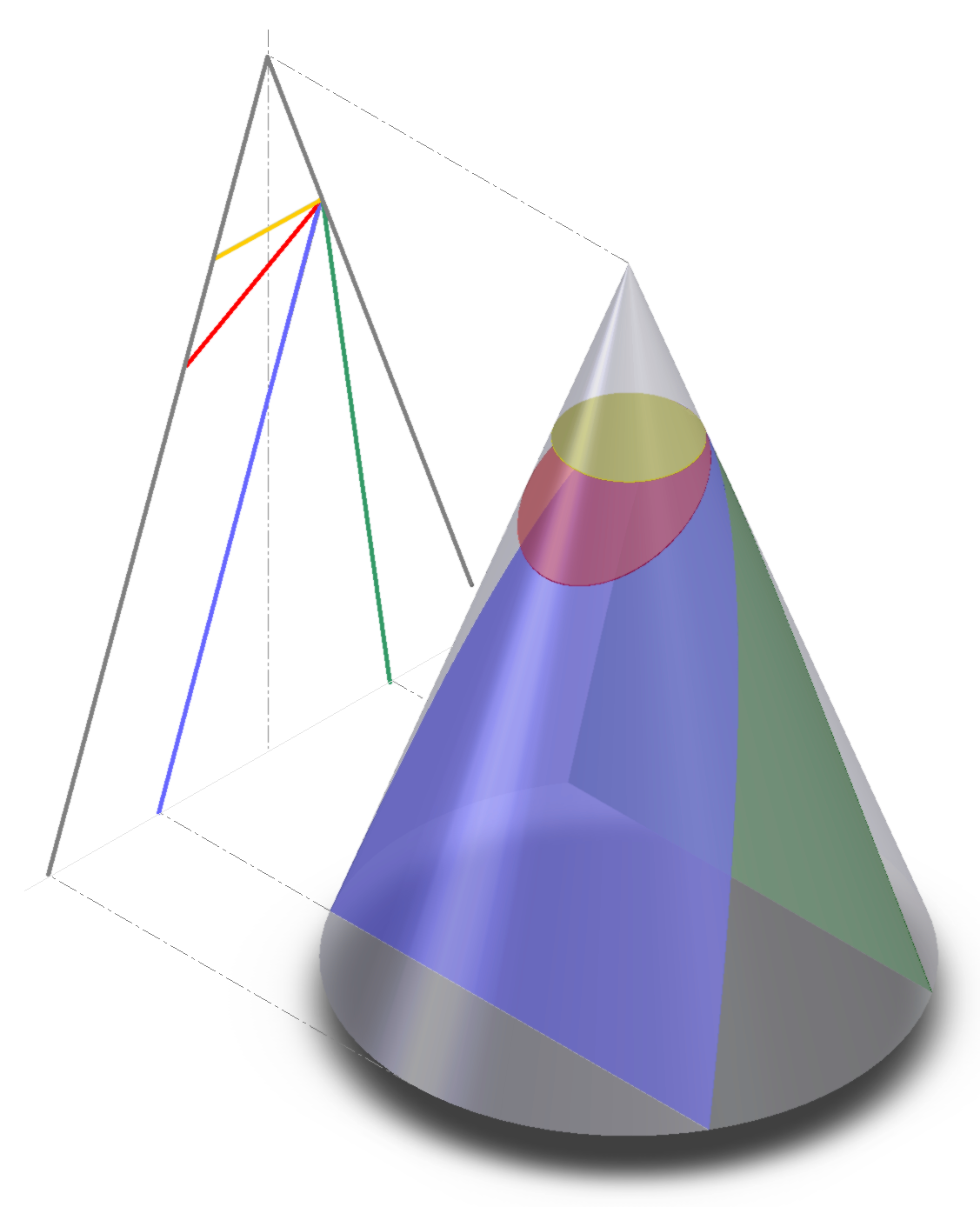
Конические сечения: окружность, эллипс, парабола (плоскость сечения параллельна образующей конуса), гипербола.

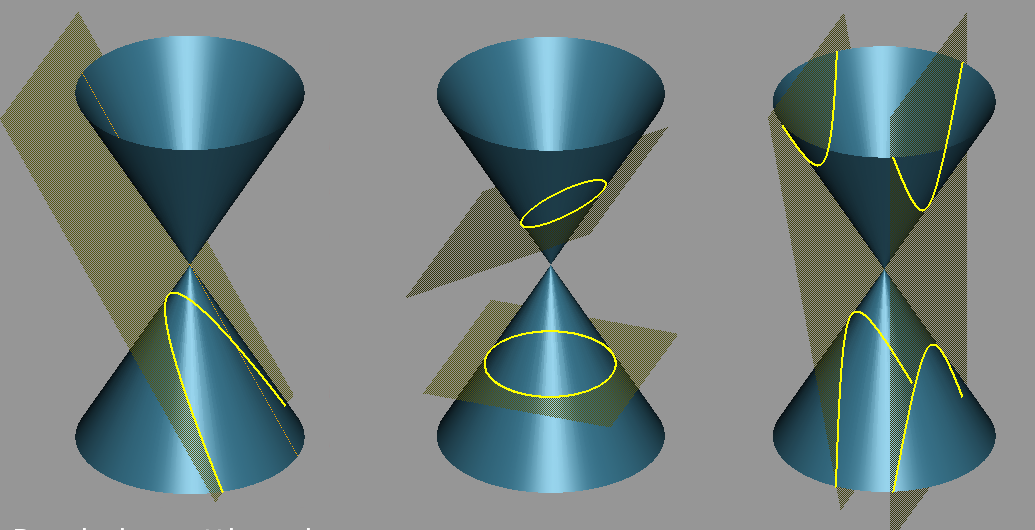
Три основных конических сечения

Кони́ческое сече́ние, или ко́ника, — пересечение плоскости с поверхностью прямого кругового конуса. Существует три главных типа конических сечений: эллипс, парабола и гипербола, кроме того, существуют вырожденные сечения: точка, прямая и пара прямых.
Окружность можно рассматривать как частный случай эллипса.
Кроме того, параболу можно рассматривать как предельный случай эллипса, один из фокусов которого бесконечно удалён.
Конические сечения могут быть получены как пересечение плоскости с двусторонним конусом
{\displaystyle a^{2}z^{2}=x^{2}+y^{2}} (в декартовой системе координат)
Здесь
{\displaystyle a=\operatorname {tg} \theta }
{\displaystyle \theta } — угол между образующей конуса и его осью.
Если плоскость проходит через начало координат, то получается вырожденное сечение.
В невырожденном случае,
- если секущая плоскость пересекает все образующие конуса в точках одной его полости, получаем эллипс,
- если секущая плоскость параллельна одной из касательных плоскостей конуса, получаем параболу,
- если секущая плоскость пересекает обе полости конуса, получаем гиперболу.

Уравнение кругового конуса квадратично, стало быть, все конические сечения являются квадриками плоскости, в которой они лежат. Также все квадрики плоскости являются коническими сечениями (хотя две параллельные прямые образуют вырожденную квадрику, которая не может быть получена как сечение конуса, но она может быть получена как сечение цилиндра — вырожденного конуса, и обычно считается «вырожденным коническим сечением»).

## История
Конические сечения были известны ещё математикам Древней Греции. 
Наиболее полным сочинением, посвящённым этим кривым, были «Конические сечения» Аполлония Пергского (около 200 г. до н. э.). 
По-видимому, он первым описал фокусы эллипса и гиперболы:41.
Папп Александрийский первым описал фокус параболы и вывел общее уравнение для конического сечения как геометрическое место точек, для которых отношение расстояний до точки фокуса и директрисы постоянно:48.

## Эксцентриситет

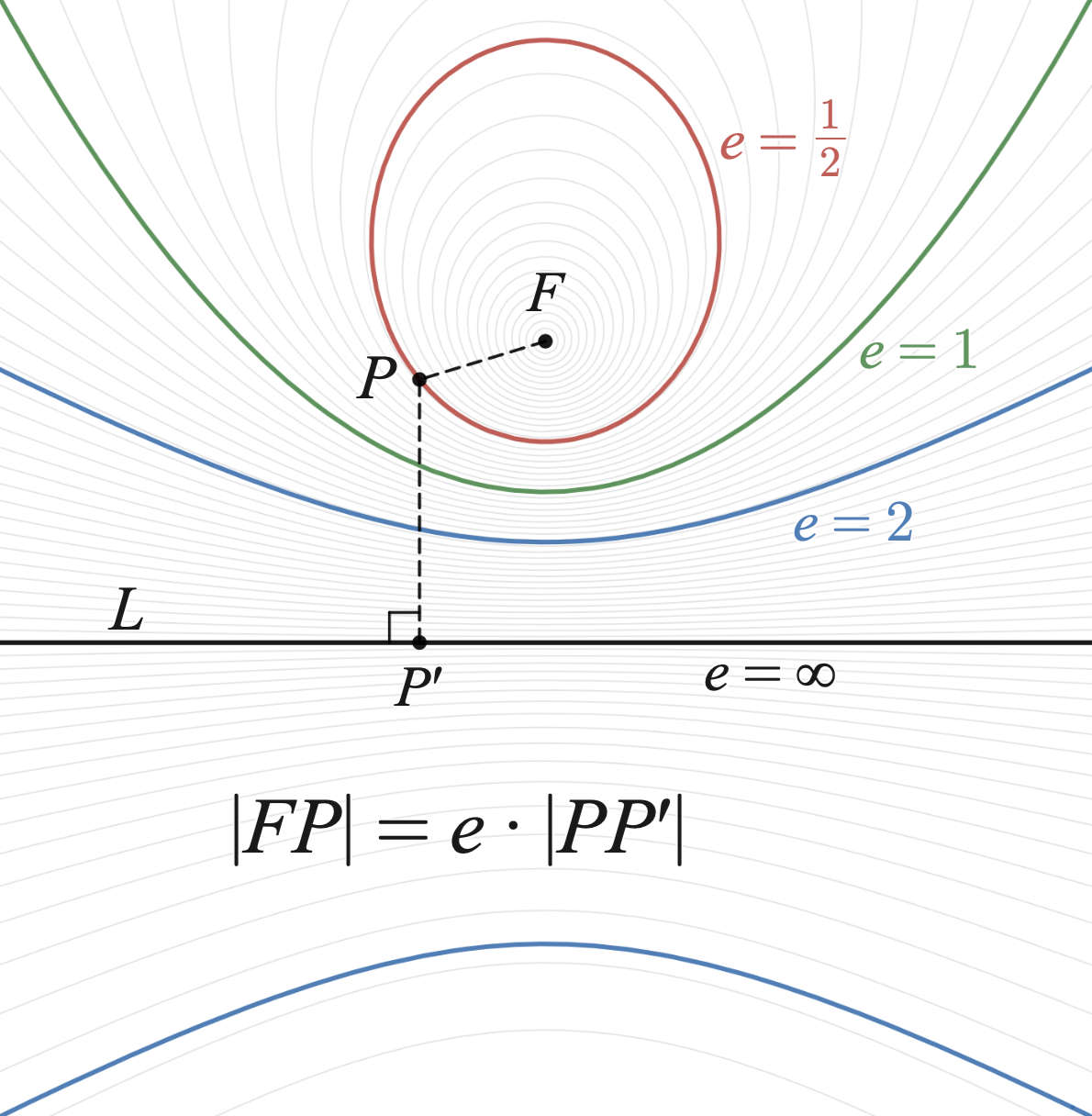
Эллипс (e=1/2), парабола (e=1) и гипербола (e=2) с фиксированными фокусом F и директрисой.

Все невырожденные конические сечения, кроме окружности, можно описать следующим способом:
Выберем на плоскости точку {\displaystyle F} и прямую {\displaystyle d} и зададим вещественное число {\displaystyle e\geq 0}.
Тогда геометрическое место точек, для которых расстояние до точки {\displaystyle F} и до прямой {\displaystyle d} отличается в {\displaystyle e} раз, является коническим сечением.
Точка {\displaystyle F} называется фокусом конического сечения, прямая {\displaystyle d} — директрисой, число {\displaystyle e} — эксцентриситетом.
{\displaystyle |FP|=e\cdot |PP'|,\ PP'\bot L}
В зависимости от эксцентриситета, получится:
- при {\displaystyle e<1} — эллипс
- при {\displaystyle e=1} — парабола
- при {\displaystyle e>1} — гипербола

Для окружности полагают {\displaystyle e=0} (хотя фактически при {\displaystyle e=0} ГМТ является только точка {\displaystyle F}).
Эксцентриситет связан с параметрами конуса и расположением секущей плоскости относительно оси конуса следующим соотношением:46,47:
{\displaystyle e={\frac {\sin(90^{\circ }-\psi )}{\sin(90^{\circ }-\varphi )}}={\frac {\cos \psi }{\cos \varphi }},}
здесь {\displaystyle \psi } — угол наклона секущей плоскости к оси конуса, {\displaystyle \varphi } — угол между образующей и осью конуса, равный половине угла раствора конуса.
Из этой формулы видно, что, пересекая данный конус плоскостью, можно получить эллипс с любым эксцентриситетом, параболу, а гиперболу можно получить лишь такую, эксцентриситет которой не превышает {\displaystyle {\frac {1}{\cos \varphi }}}.
Это максимальное значение достигается при сечении данного конуса плоскостью, параллельной его оси.

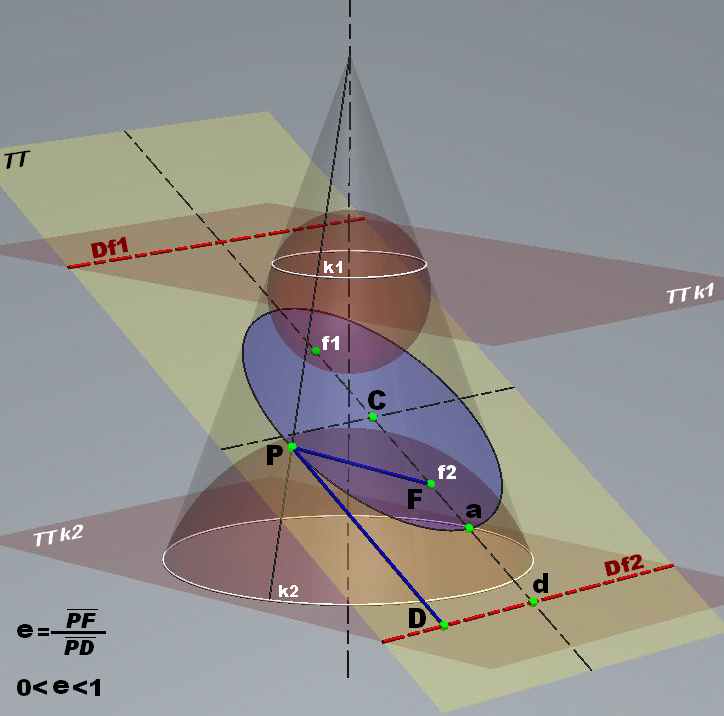
Эллипс (синий) как коническое сечение, разделяющее шары Данделена; директрисы эллипса (Df1 и Df2), его фокусы (f1 и f2) и эксцентриситет (e)

## Шары Данделена
Некоторые важные свойства конических сечений получаются при рассмотрении двух шаров, касающихся конического сечения и конуса — шаров Данделена.
Например, с их помощью устанавливается геометрический смысл фокуса, директрисы и эксцентриситета конического сечения:46,47.

## Свойства
- Через любые пять точек на плоскости, никакие три из которых не лежат на одной прямой, можно провести единственное коническое сечение.
- Коники обладают т.н. оптическими свойствами. Более известным и применимым является оптическое свойство эллипса: свет от источника, находящегося в одном фокусе, отражается эллиптическим зеркалом так, что лучи собираются в другом фокусе. Поскольку парабола может рассматриваться как предельный случай эллипса, она обладает аналогичным свойством: свет от источника, находящегося в фокусе, отражается параболой так, что все отражённые лучи параллельны (то есть пересекаются в бесконечно удалённой точке). Гипербола также обладает оптическим свойством: свет от источника, находящегося в одном фокусе, отражается гиперболой так, что продолжения отражённых лучей пересекаются в другом фокусе. Из оптических свойств следует, что эллипс и гипербола, имеющие общие фокусы, перпендикулярны (то есть перпендикулярны касательные к ним в точках пересечения).
- Если рассмотреть отрезки, которые высекает коника на произвольном семействе параллельных прямых, середины всех таких отрезков окажутся лежащими на одной прямой. Эта прямая называется диаметром коники, каждому семейству параллельных секущих соответствует свой диаметр. Диаметр всегда проходит через центр коники - середину отрезка, соединяющего фокусы. В случае эллипса и гиперболы центр является точкой евклидовой плоскости, в случае параболы — бесконечно удалённой точкой того же направления, что "бесконечный" фокус, то есть, по сути, совпадает с фокусом.
- Изогональное свойство: если из точки плоскости можно провести две касательные к конике, то эти касательные являются изогоналями в угле, образованном прямыми, соединяющими точку с фокусами коники. Иными словами, если {\displaystyle P} — точка на плоскости, {\displaystyle \gamma } — коника с фокусами {\displaystyle F} и {\displaystyle F'}, {\displaystyle PA,PB} — касательные к {\displaystyle \gamma }, то {\displaystyle \measuredangle (PA,PF)=\measuredangle (PF',PB)}, где символ {\displaystyle \measuredangle } обозначает направленный, или ориентированный угол. Частным случаем изогонального свойства — в случае, когда точка {\displaystyle P} лежит на конике и две касательные "сливаются" в одну — является вышеупомянутое оптическое свойство.Теорема Паскаля для эллипса

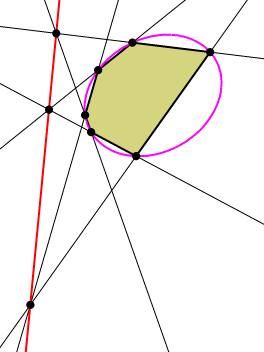
Теорема Паскаля для эллипса

- Теорема Паскаля: если шестиугольник (необязательно выпуклый) вписан в конику, то точки пересечения трёх пар противоположных сторон лежат на одной прямой.

- Теорема Брианшона: если шестиугольник описан около коники, то три диагонали, соединяющие противоположные вершины этого шестиугольника, проходят через одну точку. Теорема Брианшона двойственна к теореме Паскаля.
- Теорема Фрежье: пусть даны коника и точка {\displaystyle P} на ней. Тогда все хорды коники, видные из точки {\displaystyle P} под прямым углом, проходят через одну точку.
- Предыдущий факт допускает обобщение: все хорды, видимые из точки {\displaystyle P} под углом, равным {\displaystyle \phi } или {\displaystyle 180^{\circ }-\phi }, касаются некоторой коники.[4]
- Лемма Соллертинского: пусть {\displaystyle P} — произвольная точка и {\displaystyle f} — проективное преобразование. Тогда множество точек пересечения {\displaystyle l} и {\displaystyle f(l)}, где {\displaystyle l} — прямая, проходящая через {\displaystyle P}, есть коника, проходящая через точки {\displaystyle P} и {\displaystyle f(P)}.

## Полярная двойственность
Зафиксируем на плоскости окружность {\displaystyle \omega }.
Любой точке {\displaystyle P} плоскости можно сопоставить её поляру {\displaystyle p} относительно {\displaystyle \omega } — и наоборот, любой прямой можно сопоставить её полюс.
Полученное преобразование, сопоставляющее точкам прямые, а прямым точки, называется полярным соответствием и является инволюцией, образы точек и прямых при таком преобразовании называются двойственными образами.
Полярное соответствие может быть определено не только относительно окружности, но и относительно любой коники — в таком случае оно будет представлять собой композицию проективного преобразования, переводящего эту конику в окружность, полярного соответствия относительно этой окружности и обратного проективного преобразования.
Двойственным образом гладкой кривой будем называть множество двойственных образов всех касательных к этой кривой.
Тогда верно, что двойственным образом коники также является коника.
Таким образом, некоторые утверждения, например, теоремы Паскаля и Брианшона, являются полярно двойственными друг другу.

## Группы преобразований
- Эксцентриситет двух невырожденных конических сечений совпадает тогда и только тогда, когда они могут быть переведены друг в друга преобразованием подобия.
- Аффинные преобразования сохраняют только знак эксцентриситета, т.е. с точки зрения аффинной геометрии существует только три различных невырожденных конических сечения: эллипс, парабола и гипербола.
- Все невырожденные конические сечения неразличимы в проективной геометрии.

## Координатное представление

### Декартовы координаты
В декартовых координатах конические сечения описываются общим квадратным многочленом:
{\displaystyle Ax^{2}+Bxy+Cy^{2}+Dx+Ey+F=0,}
Иначе говоря, конические сечения являются кривыми второго порядка. Знак дискриминанта
{\displaystyle B^{2}-4AC,}
определяет тип конического сечения.
- Если дискриминант меньше нуля, то это эллипс, точка или пустое множество.
- Если дискриминант равен нулю, то это парабола, прямая или пара параллельных прямых.
- Если дискриминант больше нуля, то это гипербола или пара пересекающихся прямых.

### Полярные координаты
В полярных координатах {\displaystyle (\rho ,\theta )}, с центром в одном из фокусов и нулевым направлением вдоль главной оси, коническое сечение представляется уравнением
{\displaystyle \rho (1+e\cos \theta )=l}
где е обозначает эксцентриситет, а l фокальный параметр.

## Траектории в поле гравитации и подобных сил
В рамках классической механики траектория движения материальной точки или жесткого сферически симметричного тела в поле силы, подчиняющейся закону обратных квадратов, является одним из конических сечений — параболой, гиперболой, эллипсом (в частности кругом) или прямой.
В случае, когда такая сила является силой притяжения, возможны (в зависимости от начальных условий) все эти траектории; если же это сила отталкивания, то возможны только прямые и гиперболы.
Траектория движения тела (или его центра массы в случае любого неточечного тела) в поле однородной постоянной силы в рамках классической механики — точная парабола.
Этот вывод справедлив не только для фиксированного (неподвижного) положения центра силы, но и для взаимодействия двух точечных или сферических тел сравнимой массы.
Второе утверждение в рамках классической механики является точным (на практике настолько точным, насколько точно сила взаимодействия удовлетворяет закону обратных квадратов и отсутствуют другие силы).
Для более чем двух взаимодействующих тел всё это, вообще говоря, неверно (то есть орбиты могут быть точными коническими сечениями точно только в редких частных случаях — при подобранных специальных начальных условиях), однако может быть хорошим приближением в случае одного массивного центрального тела и сравнительно слабо взаимодействующих гораздо менее массивных остальных тел, в частности для Солнечной системы в целом, за исключением малых небесных тел, которые иногда слишком сильно сближаются с планетами.
Физически ситуация может относиться как к взаимодействию точечных (имеющих очень малый размер по сравнению с расстоянием до других тел) или сферических тел под действием сил гравитации, подчиняющихся закону всемирного тяготения (этот закон является довольно хорошим приближенным описанием реального гравитационного взаимодействия в большинстве случаев, с которыми мы сталкиваемся в пределах Солнечной системы) и/или электростатических сил, подчиняющихся закону Кулона.
Для того, чтобы траектории тел были коническими сечениями важно, чтобы соблюдались условия на количество и/или массы взаимодействующих тел, описанные выше, а также чтобы в идеале отсутствовали (практически же были пренебрежимо малыми, или, иногда, хорошо скомпенсированными) все другие силы, как, например, силы аэродинамического сопротивления (для этого, например, нужен достаточная разреженность среды, вакуум), потери на излучение (в случае движения электрически заряженных тел они могут быть существенны, в рамках ньютоновской гравитации такие потери всегда равны нулю, однако в реальности потери на излучение гравитационных волн могут быть заметны при взаимодействии близких массивных и быстро движущихся объектов). Кроме обычного аэродинамического сопротивления, могут быть существенными такие силы, как сила давления и сила сопротивления, обусловленные солнечным ветром.
При движении космических тел, как правило, эти условия выполняются по крайней мере в какой-то степени, так что коническое сечение является приемлемым, а часто и очень хорошим, приближением реальной орбиты (в течение какого-то времени).
В Солнечной системе орбиты планет — с достаточно хорошим приближением эллипсы (отклонение от точной эллиптичности больше всего у Меркурия), траектории комет — эллипсы, гиперболы; нередко траектории комет «почти параболические» (см. также Небесная механика).
Траектория полёта пушечного ядра в гравитационном поле Земли без учёта влияния воздуха — дуга эллипса, близкого к параболе (поскольку скорость ядра гораздо меньше первой космической).
В небольшой (по сравнению с радиусом Земли) лаборатории гравитационное поле можно считать однородным и постоянным. Если в такой лаборатории достаточно хорошо откачать воздух, то траектория камня, брошенного в ней, будет практически точной параболой (или прямой). При обычных условиях (присутствие воздуха) траектории брошенных тел, вообще говоря, достаточно сильно отличаются от парабол и прямых (за исключением строго вертикального броска), однако при малых скоростях и небольших расстояниях полёта могут быть довольно близки к параболе.